# Milan Arnejčič
Milan Arnejčič (Maribor, Alemania nazi; 18 de octubre de 1942-Maribor, Eslovenia; 8 de marzo de 2024) fue un futbolista esloveno que jugó en la posición de delantero.

### Carrera
Arneycic nació en Maribor el 18 de octubre de 1942. Arneic comenzó a jugar para el local - Zeveznichar y les ayudó a ganar la copa regional de Eslovenia en 1960, anotando dos de los cuatro goles de su club en la final ganadora contra Liubliana. En 1960 se mudaba a Maribor. En la década de 1960, se convirtió en uno de los jugadores eslovenos más destacados. Formó parte del equipo que entró en la Primera Liga de Yugoslavia en 1967. Jugó para Maribor hasta 1969, jugando 58 partidos y anotando 15 goles en la máxima división en las últimas dos temporadas.
En 1969, se trasladó a la Estrella de Belgrado-Crvnas, que ganó el Campeonato yugoslavo en las dos últimas temporadas, en 1968 y 1969. En la temporada 1969-70, Arneicic ayudó al club a ganar el doblete de oro al jugar en 12 partidos de campeonato y anotar 3 goles. edtrella Roja también estaba interesada en atraer a Tomislav Prosen y Mnjena Kranitsa, quienes, junto a Arneichic, fueron los principales jugadores en Maribor, pero al final sólo atraían a Arneycic.
Después de haber ganado ambos títulos nacionales con el Estrella Roja en apenas una temporada, Arneic no logró impresionar, y en el verano de 1970 se fue al extranjero, mudándose al equipo austriaco. Durante la temporada 1970-71, jugó 12 partidos en el campeonato y anotó 4 goles y el club terminó undécimo.
En el verano de 1971, Arneic regresó a su club natal, Maribor, todavía jugando en la Primera Liga de Yugoslavia, aunque en la primera temporada a su regreso, se llevaron el último lugar de la liga y fueron transferidos a la Segunda Liga de Yugoslavia. A pesar de estos acontecimientos, Arneicic siguió jugando para Maribor hasta el final de su carrera en 1978. Pasó 16 partidos para Maribor, jugando 286 apariciones y anotando 73 goles

### Muerte
Arneic murió en Maribor el 8 de marzo de 2024, a la edad de 81 años.

## Equipos
| Periodo   | Club                  |
| --------- | --------------------- |
| 1959–1960 | NK Železničar Maribor |
| 1960–1969 | NK Maribor            |
| 1969–1970 | Red Star Belgrade     |
| 1970–1971 | Grazer AK             |
| 1971–1978 | NK Maribor            |

## Logros
- Yugoslav First League: 1969–70
- Yugoslav Cup: 1970